# Betal-TV
Begreppet betal-TV syftar på de TV-program och TV-kanaler som kräver speciell avgift för åtkomst, vanligen abonnemangsavgift och/eller pay-per-view, men det finns även kontantkort. En avgiftsbelagd TV-kanal brukar kallas betalkanal.

## Internationellt

### Sverige
I Sverige har betal-TV-användandet ökat sedan det analoga nätet släcktes ned i etapper mellan september 2005 och oktober 2007. År 2004 var det 60 % som hade betal-TV, 2009 var det nästan 90 %.